# ヤグアル1
ヤグアル1は、対戦車ミサイルを装備した西ドイツの対戦車車両。ラケーテンヤークトパンツァー3（RakJPz3）とも呼ばれる。
1978年から1982年にかけて、ラケーテンヤークトパンツァー2の316輌が、SS.11をHOTに換装し、装甲を強化して、アップグレード改修された。その後、1993年から1995年までの間に、新しい光学・FLIRシステムが採用された。
ドイツ陸軍に採用され、2005年までに順次退役した。また、オーストリア軍に一部が売却されている。
なお1983年から1985年にかけて、カノーネンヤークトパンツァーがBGM-71 TOWミサイルを装備したヤグアル2に改造されたが、ヤグアル1が改良されたため、後発のヤグアル2のほうが早く退役している。